# Arrêt Inter Ocean Publishing contre Associated Press
L'Arrêt Inter Ocean Publishing contre Associated Press, rendu en 1900 par la Cour suprême de l'Illinois, aux États-Unis, a posé la question des droits et devoirs d'une agence de presse par rapport aux entreprises qui en sont adhérentes et clientes.
L'agence de presse doit-elle obéir à une réglementation particulière, dictée par la nature particulière des services qu'elle rend à la société ? Ou bien est-elle une association d'entreprises comme les autres ? Par une décision de 1900, la Cour suprême de l'Illinois répondit que l'Associated Press avait une mission de service public. Et donc qu'elle ne pouvait exclure de ses membres un journal sous prétexte qu'il était membre aussi d'une autre agence de presse. Ce journal avait donc droit de recevoir les services de l'agence.
En 1898, le journal de Chicago Inter Ocean, membre d’AP depuis 1865, est exclu de l'association au motif qu’il reçoit des nouvelles d’un autre service. Il se défend par une action en justice. Deux ans plus tard, la Cour suprême de l’État de l’Illinois, par une décision de 1900, appelée "Arrêt Inter Ocean Publishing contre Associated Press", annule son exclusion de l'agence. La Cour statue sur le fait qu’AP est un service public, et que son comportement dans cette affaire a porté obstacle au commerce, en créant un monopole partiel, créant un préjudice au public.
Dans son arrêt, la cour souligne que les nouvelles rapportées par AP ont une "vaste importance pour le public" et que son activité est un service public. Cette décision amène AP à déménager pour l’État de New York, où la loi sur les sociétés est plus favorable aux coopératives.